# Der gestohlene Heller
Der gestohlene Heller ist eine Sage. Sie steht in den Kinder- und Hausmärchen der Brüder Grimm ab der 2. Auflage von 1819 an Stelle 154 (KHM 154), vorher als Von dem gestohlenen Heller an Stelle 7. Ludwig Bechstein übernahm sie 1856 in sein Neues deutsches Märchenbuch als Das Hellerlein (Nr. 10).

## Inhalt
Eine Familie isst mittags mit einem Freund, der zu Besuch ist. Er sieht immer um 12 Uhr ein blasses Kind in weißem Kleid hereinkommen und nach nebenan gehen. Die anderen sehen es nicht. Es wühlt mit den Fingern in den Dielenritzen und verschwindet, als es ihn bemerkt. Die Mutter erkennt in der Beschreibung ihr kürzlich verstorbenes Kind. Sie finden unter den Dielen zwei Heller, die sie ihm einmal für einen Armen gegeben hatte. Die Eltern geben das Geld einem Armen. Das Kind kommt nicht wieder.

## Herkunft

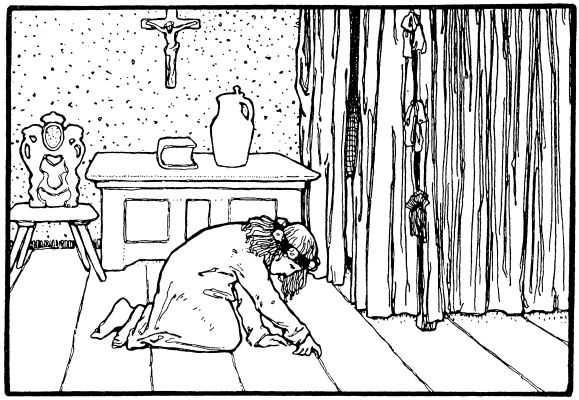
Illustration von Otto Ubbelohde, 1909

Der Text steht in Grimms Märchen ab der 2. Auflage als Nr. 154 (Anmerkung: „Aus Cassel. Vergl. Altdeutsche Blätter 1, 181.“), in der 1. Auflage als Nr. 7 Von dem gestohlenen Heller, mit nur unwesentlich anderem Wortlaut. Wilhelm Grimm hörte ihn 1808 von Gretchen Wild, seine Handschrift ist aber nicht erhalten. Solche Kinderzuchtgeschichten kamen in Predigtsammlungen seit der Frühen Neuzeit vermehrt vor, vgl. KHM 117 Das eigensinnige Kind, andererseits das hier vorausgehende KHM 153 Die Sterntaler.

## Bechstein
Bechsteins Das Hellerlein ist sehr ähnlich, das Kind hätte den Heller in der Kirche spenden sollen, daheim rutschte er zwischen die Dielen. Bechsteins Anmerkung ergänzt eine Sage aus Vachdorf von einem Bauern, der aus dem Klingelbeutel ein Dreierlein nimmt, darüber schwermütig wird und in den Brunnen springt (Die Sagen des Rhöngebirges und des Grabfeldes, Nr. 135: Das Dreierlein). Vielleicht vermischte Bechstein also diese Sage mit Grimms Text. Vgl. zum Spuk Das Tränenkrüglein, Das blaue Flämmchen.